# 避難橋
避難橋（ひなんきょう）とは、火災時に、屋上または途中階から他の建築物へ避難するため、建築物相互を連結する橋状の構造物のこと。橋げた、床板、巾木、手すりなどから構成される。避難器具は防火対象物の各階から避難階や地上へ安全に避難するためのものだが、避難橋に限り、隣の建築物へ一度移動してから、そこの階段を利用して避難するようになっている。

## 概要
避難橋には、両端を固定して常時使うことができる固定式避難橋と、使用するときのみ架設できる移動式避難橋とがある。移動式のものは一般に、公共用道路上空に架設する場合に採用される。
避難橋は建築物の所有者同士の協力や、建築物の構造などの条件に左右されるため、いろいろな条件が適合する場合に限って採用される。

## 設置について
- 避難橋は防火対象物の柱、床、梁など構造上堅固な部分または堅固に補強された部分にボルト締めや溶接などの方法で取り付ける。
- 不燃材料で作り、構造耐久力上主要な部材は鋼材などの耐久性のある材料を使い、必要に応じて防錆処理をする。
- 幅は60cm以上とし、床板には滑り止めがあるようにする。勾配は1/5未満とする（ただし階段状のものは除く）。
- 手すりの高さは1.1m以上、手すり子の間隔は18cm以下、巾木の高さは10cm以上とする。
- 積載荷重は3.3kN/m2、たわみは支点間隔の1/300を超えないようにする。